# Stelospongia operculum
Stelospongia operculum är en svampdjursart som beskrevs av Lendenfeld 1897. Stelospongia operculum ingår i släktet Stelospongia och familjen Thorectidae. Inga underarter finns listade i Catalogue of Life.